# David Larsson
David Larsson (født 27. maj 2003 i Staffanstorp) er en cykelrytter fra Sverige, der kører for Fejl i Modul:Cykelhold: Wikidata-entitet ikke angivet..